# Biton divaricatus
Biton divaricatus är en spindeldjursart som beskrevs av Roewer 1933. Biton divaricatus ingår i släktet Biton och familjen Daesiidae. Inga underarter finns listade.